# Acuité visuelle

Tableau de Snellen qui permet de mesurer l'acuité visuelle humaine.

L'acuité visuelle (mesurée sur un œil, en vision de loin) est la capacité de discerner un petit objet (ou optotype) situé le plus loin possible, ce qui est équivalent à voir à une distance fixe (en général cinq mètres) un optotype sous le plus petit angle possible.

## Différentes formes d'acuité visuelle

### Le minimum visible
Le minimum visible représente la visibilité binaire d'un point ou d'une ligne (vu/non vu). Un trait ou un point de fort contraste, typiquement un trait noir sur un fond blanc, peut être distingué à partir d’un diamètre apparent de 0,5 seconde d’arc.

### Le minimum séparable
C’est la distance minimale entre 2 points distincts de contraste maximal correctement discernés. C’est la notion d’acuité visuelle commune. La minute d’arc (1′) est la référence de normalité. Cette valeur angulaire n'est pas utilisée en France, où l'on a préféré rapporter cette valeur à une fraction de 10. On parle alors de « dixièmes » d'acuité. Quand on a dix dixièmes (10/10) d'acuité, on considère que la vision est correcte. Ce score correspond à la moyenne de la vision des personnes emmétropes. L’acuité visuelle (AV) est égale à l’inverse du diamètre apparent minimal et s’exprime en dixièmes :
où a est le diamètre apparent en minutes d’arc.
- d : distance minimum des points discernables, exprimée en mm.
- d' : distance minimum des points discernables, exprimée en m.
- D : distance d’observation, exprimée en mètres.
- La fonction arctan s'exprime ici en radians ; On utilise l'approximation des petits angles.

Exemples :
- si a = 1′ (une minute d'arc), alors AV = 10/10e (dix dixièmes);
- si a = 2,5′ alors AV = 4/10.

On peut évidemment avoir une acuité visuelle supérieure à 10/10e (par exemple 18/10e ou même pour certaines personnes plus de 20/10e, mais elles sont considérées comme ayant une acuité visuelle d'une performance rare). Toutefois, en général, les tableaux servant à la mesure de l'acuité visuelle, comme l'échelle Monoyer, ne dépassent pas 10/10e alors que la moyenne en France (de nos jours) [Quand ?] se situerait autour des 12/10e [réf. nécessaire]. Quand on utilise un système de tests informatisés utilisant un projecteur, les optotypes projetés peuvent être plus petits et permettent de mesurer des acuités de 20/10e et plus.
Les scores d'acuité visuelle mesurés à chaque œil ne s'additionnent pas : si l'un des yeux a x/10e et l'autre y/10e, la personne n'aura pas une vision binoculaire de (x+y)/10e. Par exemple, une personne ayant à son œil droit 4/10e et à son œil gauche 6/10e aura une acuité visuelle de 6/10e (et même parfois 7/10e, mais jamais elle n'arrivera à déchiffrer les optotypes des 10/10e.

### Le minimum legibile
Le minimum legibile est le fait de pouvoir distinguer des optotypes de tailles différentes, qui peuvent être des formes ou des lettres. Les examens d’acuité visuelle sont pratiqués avec de telles planches.

### Le minimum de discrimination spatiale
Cette mesure est effectuée par des tests d’alignement pratiqué par un sujet. Des valeurs d’environ 0,15 minute d'arc sont considérées comme normales.
Le test permet de mesurer l’AV d’un sujet derrière un cristallin trouble.
Il est aussi appelé « hyperacuité ».

## Malvoyance – cécité

### Malvoyance
La malvoyance, également appelée « basse vision », est une atteinte de la vision se caractérisant par une acuité visuelle inférieure à 3/10e et supérieure à 1/10e, ce qui correspond aux catégories 1 et 2 définies par l’OMS,,.

### Cécité
La cécité correspond aux catégories 3, 4 et 5 de l’OMS (acuité visuelle inférieure à 1/10e).

## Variations de l’acuité visuelle

### Conditions d’éclairement
« La nuit tous les chats sont gris »

— Proverbe illustrant la vision scotopique qui donne une médiocre perception des couleurs : la faible intensité lumineuse nocturne stimule essentiellement les bâtonnets, le cerveau traduisant alors les informations reçues par des images en niveaux de gris.
En conditions de vision diurne (conditions dites photopiques), l’acuité visuelle d'un œil emmétrope, ou d'un œil parfaitement corrigé sur le plan optique, est limitée par la capacité d'échantillonnage de la rétine centrale (fovéa) où la densité des cellules photoréceptrices (cônes) est maximale (jusqu'à 200 000 cellules par millimètre carré). Dans ces conditions, l'acuité visuelle maximale théorique peut atteindre 20/10e. En conditions de vision nocturne (conditions dites scotopiques), l’acuité visuelle chute en raison de la réduction de l'éclairage rétinien (les cônes, responsables de la vision des couleurs, sont moins stimulés que les bâtonnets, dont la densité spatiale est moindre) et de la dilatation de la pupille.

### Âge du sujet
L'acuité visuelle moyenne change en fonction de l'âge : elle commence aux alentours de 1/20e à la naissance pour atteindre 10/10e à 5 ans et son maximum à l'adolescence avec des valeurs parfois supérieures à 15/10e. Puis elle décline à partir de 45-50 ans (âge moyen du début de la presbytie) et diminue progressivement jusqu'à 70 ans, et plus vite après pour atteindre des valeurs proches de 5/10e après 80 ans.
Les raisons de ce déclin sont la perte d'élasticité et l'opacification du cristallin.

## Les échelles de mesures
La mesure de l’acuité visuelle est réalisée à deux distances d’observation :
- de loin : échelle Monoyer et échelle Landolt ;
- de près : échelle Parinaud.

### Acuité visuelle angulaire
Optotype anneau Landolt, le trident de Raskin et le E de Snellen

Anneaux de Landolt
E de Snellen (trident de Raskin)

## Examens

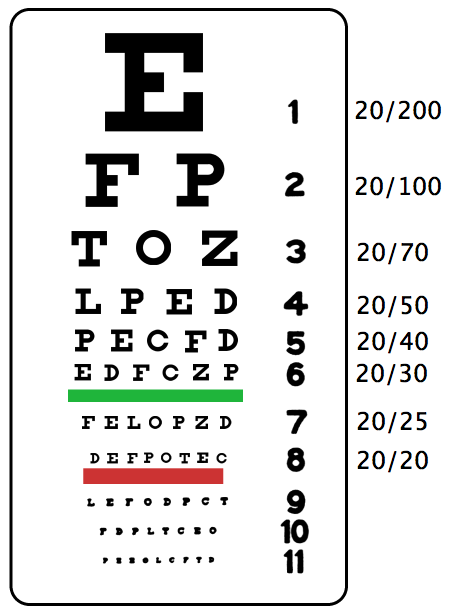
Tableau de Snellen.

Durant un examen ophtalmologique, l'acuité visuelle se mesure de loin, de près ou à une distance intermédiaire selon les besoins et les possibilités. Le pouvoir séparateur de l'œil est la faculté qu'a cet œil de discerner deux points distincts (donc avant de ne plus en voir qu'un seul), et il est directement en rapport avec la qualité des récepteurs visuels de la rétine et plus particulièrement des bâtonnets. C'est un peu comme la qualité de finesse du grain d'une pellicule photographique. Le fonctionnement correct des cônes est cependant très important : les personnes atteintes d'achromatopsie congénitale, chez lesquelles les cônes ne fonctionnent pas, ont une acuité visuelle comprise entre 1/20e et 2/10e, ce qui correspond à l'acuité visuelle nocturne.
De plus, l'acuité visuelle dépendant du genre d'optotypes projetés (lettres, chiffres, dessins d'objets (échelle Rossano), anneaux ouverts de Landolt, tableau de Snellen, E orientés, échelles de Monoyer ou de Parinaud, etc.), la qualité de reconnaissance pour une même taille d'optotypes réserve parfois des surprises : on reconnaîtra un A mais pas le dessin d'une maison.
Chez l'enfant préverbal (avant l'âge de la parole), on mesure l'acuité visuelle en présentant à l'enfant des mires de plus en plus fines. Le regard de l'enfant est systématiquement attiré par les mires tant qu'elles lui sont visibles.